# Match de football AC Milan – LOSC Lille Métropole (2006)
Le match AC Milan - LOSC Lille Métropole, match du groupe H de la Ligue des champions 2006-2007, a lieu le 6 décembre 2006 à Milan au Stade San Siro. Il voit s’opposer l'Associazione Calcio Milan et le LOSC Lille Métropole. Il s’agit d'un match de la sixième et dernière journée de la phase de groupes permettant de se qualifier pour la phase finale de la compétition. Le match aller, joué lors de la deuxième journée à Lens, s’était soldé par un match nul et vierge.
Ce match est la première victoire d'un club français contre l'AC Milan au Stade San Siro. Cette victoire permet au club nordiste de se qualifier pour la première fois de son histoire aux huitièmes de finale de la Ligue des Champions.

## L'avant match

### Championnat
Nancy, la meilleure formation de Ligue 1 à domicile avec sept victoires et un match nul, reçoit pour le compte de la seizième journée Lille, un des concurrents directs pour le podium en fin de saison, qualificatif pour la Ligue des champions. Pour composer son onze de départ, Claude Puel décide de faire tourner l'effectif. Kader Keita (3 buts depuis le début de saison) et Peter Odemwingie (6 buts), les deux attaquants incontournables du club, ne jouent pas le match. Après une première période assez timide, les deux équipes hissent leur niveau de jeu après le repos. Après l'ouverture du score des locaux signée Gavanon, Bodmer égalise à la réception d'un centre de Youla. Debuchy permet au LOSC de mener à Marcel-Picot sur coup franc direct. Youla d'abord passeur devient buteur et clôt le score au bout du temps additionnel. Lille met un terme à la série d'invincibilité de Nancy à domicile (1-3) grâce à une seconde mi-temps rondement menée mais perd son gardien titulaire Tony Sylva à la suite d'une fracture de l'annulaire de la main gauche. 
| \| Rang \| Équipe \| Pts \| J \| G \| N \| P \| Bp \| Bc \| Diff \| \| ---- \| -------------------- \| --- \| --- \| --- \| --- \| --- \| --- \| -- \| ---- \| \| 1 \| Olympique lyonnais \| 43 \| 16 \| 14 \| 1 \| 1 \| 32 \| 10 \| +22 \| \| 2 \| RC Lens \| 29 \| 16 \| 8 \| 5 \| 3 \| 25 \| 15 \| +10 \| \| 3 \| LOSC Lille Métropole \| 29 \| 16 \| 8 \| 5 \| 3 \| 24 \| 14 \| +10 \| \| 4 \| FC Sochaux \| 29 \| 16 \| 8 \| 5 \| 3 \| 21 \| 16 \| +5 \| \| 5 \| AS Saint-Étienne \| 27 \| 16 \| 8 \| 3 \| 5 \| 25 \| 19 \| +6 \| \| ... \| ... \| ... \| ... \| ... \| ... \| ... \| ... \| \| \| \| 18 \| ES Troyes AC \| 14 \| 16 \| 3 \| 5 \| 8 \| 15 \| 23 \| -8 \| \| 19 \| FC Nantes \| 12 \| 16 \| 2 \| 6 \| 8 \| 12 \| 23 \| -11 \| \| 20 \| CS Sedan \| 10 \| 16 \| 1 \| 7 \| 8 \| 19 \| 30 \| -11 \| | Qualifications pour la saison 2007-2008 - Phase de groupes de la Ligue des champions - Tour de barrages de la Ligue des champions - Premier tour de la Coupe UEFA - 3e tour de la Coupe Intertoto Relégations pour la saison 2007-2008 - Ligue 2 |     |     |     |     |     |     |    |      |
| Rang | Équipe | Pts | J   | G   | N   | P   | Bp  | Bc | Diff |
| 1 | Olympique lyonnais | 43  | 16  | 14  | 1   | 1   | 32  | 10 | +22  |
| 2 | RC Lens | 29  | 16  | 8   | 5   | 3   | 25  | 15 | +10  |
| 3 | LOSC Lille Métropole | 29  | 16  | 8   | 5   | 3   | 24  | 14 | +10  |
| 4 | FC Sochaux | 29  | 16  | 8   | 5   | 3   | 21  | 16 | +5   |
| 5 | AS Saint-Étienne | 27  | 16  | 8   | 3   | 5   | 25  | 19 | +6   |
| ... | ... | ... | ... | ... | ... | ... | ... |    |      |
| 18 | ES Troyes AC | 14  | 16  | 3   | 5   | 8   | 15  | 23 | -8   |
| 19 | FC Nantes | 12  | 16  | 2   | 6   | 8   | 12  | 23 | -11  |
| 20 | CS Sedan | 10  | 16  | 1   | 7   | 8   | 19  | 30 | -11  |

De son côté, Milan se déplace chez Cagliari qui affiche de bon résultat à domicile en ce début de saison (deux victoires, trois matchs nuls dont un 1-1 face à l'Inter et une seule défaite concédée). Mais depuis 1998, Milan ne s'est plus incliné sur cette pelouse. Après l'ouverture du score peu après la reprise par Gilardino pour Milan, Cagliari inverse la tendance en revenant au score sur pénalty puis en menant au score grâce à une tête lobée de Capone. Borriello, entré en cours de jeu, permet à l'AC Milan (réduit à dix après l'expulsion de Pirlo) de prendre un point à Cagliari (2-2).
| Rang | Équipe          | Pts | J  | G | N | P | Bp | Bc | Diff |
| ---- | --------------- | --- | -- | - | - | - | -- | -- | ---- |
| 13   | Cagliari Calcio | 15  | 14 | 2 | 9 | 3 | 13 | 14 | -1   |
| 14   | FC Messine      | 14  | 14 | 3 | 5 | 6 | 16 | 22 | -6   |
| 15   | AC Milan -8     | 12  | 14 | 5 | 5 | 4 | 14 | 14 | 0    |
| 16   | Chievo Vérone   | 10  | 14 | 2 | 4 | 8 | 13 | 19 | -6   |
| 17   | Parme FC        | 9   | 14 | 2 | 3 | 9 | 12 | 27 | -15  |

### Dernière journée du groupe H
| \| Rang \| Équipe \| Pts \| J \| G \| N \| P \| Bp \| Bc \| Diff \| \| Résultats (▼ dom., ► ext.) \| \| \| \| \| \| ---- \| -------------------- \| --- \| - \| - \| - \| - \| -- \| -- \| ---- \| \| -------------------------- \| --- \| --- \| --- \| --- \| \| 1 \| AC Milan \| 10 \| 5 \| 3 \| 1 \| 1 \| 8 \| 2 \| +6 \| \| AC Milan \| \| 3-0 \| \| 4-1 \| \| 2 \| AEK Athènes \| 7 \| 5 \| 2 \| 1 \| 2 \| 4 \| 7 \| -3 \| \| AEK Athènes \| 1-0 \| \| 1-0 \| 1-1 \| \| 3 \| LOSC Lille Métropole \| 6 \| 5 \| 1 \| 3 \| 1 \| 6 \| 5 \| +1 \| \| LOSC Lille Métropole \| 0-0 \| 3-1 \| \| 2-2 \| \| 4 \| RSC Anderlecht \| 3 \| 5 \| 0 \| 3 \| 2 \| 5 \| 9 \| -4 \| \| RSC Anderlecht \| 0-1 \| \| 1-1 \| \| | Légende du classement - Huitièmes de finale de la Ligue des Champions - Seizièmes de finale de la Coupe UEFA Légende des résultats - Victoire à domicile - Match nul - Victoire à l'extérieur |     |   |   |   |   |    |    |      |  |                            |     |     |     |     |
| Rang | Équipe | Pts | J | G | N | P | Bp | Bc | Diff |  | Résultats (▼ dom., ► ext.) |     |     |     |     |
| 1 | AC Milan | 10  | 5 | 3 | 1 | 1 | 8  | 2  | +6   |  | AC Milan                   |     | 3-0 |     | 4-1 |
| 2 | AEK Athènes | 7   | 5 | 2 | 1 | 2 | 4  | 7  | -3   |  | AEK Athènes                | 1-0 |     | 1-0 | 1-1 |
| 3 | LOSC Lille Métropole | 6   | 5 | 1 | 3 | 1 | 6  | 5  | +1   |  | LOSC Lille Métropole       | 0-0 | 3-1 |     | 2-2 |
| 4 | RSC Anderlecht | 3   | 5 | 0 | 3 | 2 | 5  | 9  | -4   |  | RSC Anderlecht             | 0-1 |     | 1-1 |     |

Le match nul 2-2 concédé à domicile face au RSC Anderlecht lors de la 5e journée combiné avec la défaite surprise de Milan en Grèce (1-0), fait que les Lillois doivent faire mieux que les Grecs de l'AEK qui se déplacent à Bruxelles leur destin en main pour atteindre les huitièmes de finale, c'est-à-dire :
- S'imposer à Milan si l'AEK fait match nul
- S'imposer à Milan ou au pire faire match nul si l'AEK perd contre Anderlecht, le LOSC finirait alors deuxième du groupe grâce à la différence de buts particulière (3-2), premier critère de départage lors des compétitions européennes.

Milan est assuré de finir premier de son groupe quels que soient les scores de la dernière journée. En effet, le vice-champion de Grèce et le troisième d'Italie pourraient se retrouver à dix points mais toujours grâce à la différence de buts particulière (3-1), Milan terminerait premier du groupe et l'AEK deuxième.
Anderlecht peut encore se qualifier pour les seizièmes de finale de la coupe UEFA seulement s'ils s'imposent et que dans le même temps les Lillois perdent à San Siro. Les champions de Belgique seraient alors à égalité de points avec Lille mais au bénéfice des confrontations directes et des buts marqués à l'extérieur, Anderlecht terminerait troisième du groupe (3-3 mais deux buts à l'extérieur à un pour Anderlecht).

## Le match

### La feuille de match
| Titulaires : |  |
| |  |
| 16 Željko Kalac · 4 Kakha Kaladze · 9 Filippo Inzaghi · 15 Marco Borriello 72e · 14 Dario Šimić · 18 Marek Jankulovski · 20 Yoann Gourcuff · 21 Andrea Pirlo · 23 Massimo Ambrosini 54e · 25 Daniele Bonera · 32 Cristian Brocchi 46e · |  |
| Remplaçants : |  |
| 29 Valerio Fiori · 3 Paolo Maldini · 7 Ricardo Oliveira 72e · 10 Clarence Seedorf 46e · 11 Alberto Gilardino · 22 Kaká 54e · 31 Luca Antonelli ·                                                                                        |  |
| Entraîneur : |  |
| Carlo Ancelotti |  |

| Titulaires : |  |
| |  |
| 16 Grégory Malicki · 2 Mathieu Debuchy · 4 Efstáthios Tavlarídis · 7 Yohan Cabaye · 12 Mathieu Bodmer 88e · 14 Peter Odemwingie 72e · 17 Jean II Makoun · 20 Grégory Tafforeau · 21 Matthieu Chalmé · 23 Kader Keita 83e 59e · 25 Nicolas Plestan · |  |
| Remplaçants : |  |
| 30 Laurent Pichon · 5 Rafael Schmitz · 11 Souleymane Youla 83e · 13 Nicolas Fauvergue 88e · 24 Mathieu Robail 72e · 26 Stephan Lichtsteiner · 27 Kevin Mirallas ·                                                                                   |  |
| Entraîneur : |  |
| Claude Puel |  |

| Titulaires : |  |
| |  |
| 16 Željko Kalac · 4 Kakha Kaladze · 9 Filippo Inzaghi · 15 Marco Borriello 72e · 14 Dario Šimić · 18 Marek Jankulovski · 20 Yoann Gourcuff · 21 Andrea Pirlo · 23 Massimo Ambrosini 54e · 25 Daniele Bonera · 32 Cristian Brocchi 46e · |  |
| Remplaçants : |  |
| 29 Valerio Fiori · 3 Paolo Maldini · 7 Ricardo Oliveira 72e · 10 Clarence Seedorf 46e · 11 Alberto Gilardino · 22 Kaká 54e · 31 Luca Antonelli ·                                                                                        |  |
| Entraîneur : |  |
| Carlo Ancelotti |  |

| Titulaires : |  |
| |  |
| 16 Grégory Malicki · 2 Mathieu Debuchy · 4 Efstáthios Tavlarídis · 7 Yohan Cabaye · 12 Mathieu Bodmer 88e · 14 Peter Odemwingie 72e · 17 Jean II Makoun · 20 Grégory Tafforeau · 21 Matthieu Chalmé · 23 Kader Keita 83e 59e · 25 Nicolas Plestan · |  |
| Remplaçants : |  |
| 30 Laurent Pichon · 5 Rafael Schmitz · 11 Souleymane Youla 83e · 13 Nicolas Fauvergue 88e · 24 Mathieu Robail 72e · 26 Stephan Lichtsteiner · 27 Kevin Mirallas ·                                                                                   |  |
| Entraîneur : |  |
| Claude Puel |  |

### Le déroulement du match
C'est contre un Milan largement remanié (absences de Nesta, Dida, Gattuso et Cafu, non-titularisations de Seedorf, Maldini, Oliveira, Kaká et Gilardino) que Lille, qui aligne sa meilleure équipe avec un trident offensif Keita - Odemwingie - Bodmer, joue une qualification historique pour le club.
Sur une frappe cadrée et puissante de Bodmer à 30 mètres, Kalac, le fébrile remplaçant de Dida relâche le ballon, et Peter Odemwingie qui a suivi le mouvement ouvre la marque dès la septième minute (0-1). Après ce but, les joueurs lillois reculent trop, subissent la faible pression adverse mais en assurant défensivement puis en se créant même quelques occasions en contre ou sur des frappes lointaines, comme une frappe détournée de Kader Keita frôlant le poteau ou Odemwingie qui subtilise le ballon à Dario Šimić avant de rater son dernier geste dans la surface de réparation (18e). Les Milanais peu inspirés butent sur Grégory Malicki qui réalise un bon match grâce à quelques interventions simples mais efficaces sur des centres, des coups francs de Pirlo (13e, 22e) ou sur des duels (45e+3) quand la défense centrale Plestan - Tavlarídis est prise à défaut.
À la reprise, Odemwingie obtient une occasion terrible mais oublie Bodmer, seul au point de penalty, pour échouer face à Kalac (50e). Les remplaçants lancés par Carlo Ancelotti, Seedorf puis Kaká, trouvent des espaces dans la défense nordiste au fil du match et dynamisent l'attaque milanaise. Gourcuff trouve sur corner Inzaghi, qui voit sa tête frapper la barre transversale d'un Malicki impuissant (60e). Au plus fort de la domination lombarde, l'équipe de Claude Puel fait le break. Kader Keita, par ailleurs précieux dans le jeu défensif, aggrave le score en concluant une course rapide de 40 mètres et un superbe une-deux avec Mathieu Bodmer encore décisif. Il gagne son duel face à Kalac peu après l'heure de jeu (0-2, 67e minute). Les deux équipes auraient pu marquer un troisième but dans ce match par, côté milanais, Oliveira (86e) ou Seedorf (90e+1), et côté lillois, par Cabaye, dont la frappe s'écrase sur la barre transversale (73e).

### Statistiques
| Source : UEFA        | Milan | Lille |
| -------------------- | ----- | ----- |
| Buts marqués         | 0     | 2     |
| Total tirs           | 11    | 16    |
| Tirs cadrés          | 4     | 11    |
| Tirs non cadrés      | 3     | 4     |
| Arrêts du gardien    | 4     | 1     |
| Possession du ballon | 56 %  | 44 %  |
| Corners              | 9     | 4     |
| Fautes commises      | 9     | 21    |
| Hors-jeu             | 2     | 2     |
| Cartons jaunes       | 0     | 1     |
| Cartons rouges       | 0     | 0     |

## L'après match
Lille, malgré sa victoire, devait espérer un faux-pas de l'AEK Athènes à Anderlecht pour se qualifier pour les huitièmes de finale. Malmenés au stade Constant Vanden Stock, les Grecs n'ont pas pu ramener mieux qu'un point de leur déplacement en Belgique. Après avoir été mené 2-0, l'AEK se rebiffe mais revient au score trop tard pour espérer une victoire à l'extérieur (2-2). Par conséquent Lille avec 9 points termine deuxième du groupe H devant l'AEK Athènes (8 points) et, pour la première fois de son histoire, se qualifie pour les huitièmes de finale.
En conférence de presse d'après-match, Claude Puel a décrit la victoire comme le plus beau match du club en deux participations successives en Ligue des Champions, tandis que son homologue Carlo Ancelotti s'est plaint d'une piètre performance. 

« On a été piètres, je ne crois pas qu'on ai déjà aussi mal joué. Je pensais qu'on s'améliorait, ce n'est pas le cas. On n'a eu aucune idée, aucune lucidité, aucune détermination. La défaite n'est pas trop douloureuse, vu notre qualification, mais on va devoir travailler beaucoup avant les huitièmes de finale. L'équipe est unie, mais il faudra en donner plus et j'espère que cette défaite sera un signal. »

— Carlo Ancelotti, entraîneur de Milan

« Je dirais pas que c'est un rêve qui se réalise, mais c'est un objectif qu'on est parvenu à atteindre. On a été très sereins et je pense qu'on mérite la victoire et la qualification. Je n'avais même pas regardé l'équipe milanaise, j'étais certain qu'on pouvait décrocher un bon résultat si on jouait à notre plein potentiel. Milan était déjà qualifié, mais nous a donné du fil à retordre jusqu'à notre second but. Pour moi, c'est notre meilleure performance en deux ans d'UEFA Champions League. On s'est amélioré par rapport à l'an dernier, on a marqué 8 buts contre un seul la saison dernière. On est un petit club, mais on est en bonne voie pour rester dans la compétition à ce niveau. »

— Claude Puel, entraîneur de Lille
Lille reçoit Saint-Étienne 4 jours plus tard pour le compte de la dix-septième journée de Ligue 1. Invaincu depuis 9 journées le LOSC, privé d'Audel, Bastos, Dumont et toujours de Sylva, peut écarter un autre concurrent à l'Europe après Nancy. Lille a livré une prestation sérieuse lors de cette rencontre très ouverte. Mais les protégés de Claude Puel n'ont su se montrer supérieurs à des Verts très valeureux et qui ont enfin démontré de belles aptitudes à briller loin de leur Chaudron (une seule victoire à Monaco, trois matchs nuls et trois défaites). Les deux clubs aux prétentions européennes se neutralisent (2-2), Saint-Étienne reste à deux points de Lille tandis que Lens et Lyon profitent de ce score de parité pour s'imposer et s'échapper au classement.
Milan reçoit le même jour le Torino pour la quinzième journée de Série A. Les milanais qui enchaînent un deuxième match nul consécutif (0-0) ne parviennent pas à décoller de la quinzième place. Fin de série pour les promus turinois qui enchaînaient trois victoires à la suite leur permettant de s'éloigner de la zone rouge.
Lille hérite en huitièmes de finale de Manchester United, club déjà rencontré la saison précédente en phase de groupes, tandis que Milan devra affronter le Celtic Glasgow. Selon ses dirigeants et de nombreux observateurs, Le LOSC perd le match aller à domicile le 20 février 2007 0-1 sur une décision assez contestée de l'arbitre néerlandais Eric Braamhaar, accordant un but controversé. Les Lillois verront leur appel auprès de l'UEFA rejeté. Au match retour, les Lillois s'inclinent une nouvelle fois 1-0 après un match très équilibré. Lille termine son parcours européen en huitièmes de finale tandis que Milan se qualifie après prolongations en s'imposant 1-0 face aux écossais après le 0-0 du match aller en Écosse. Milan élimine par la suite le Bayern Munich en quarts de finale, Manchester United en demi-finale et bat en finale de la Ligue des Champions Liverpool deux buts à un grâce à un doublé d'Inzaghi. Les Lombards terminent quatrièmes du championnat et se qualifient pour le troisième tour préliminaire de la Ligue des Champions 2007-2008 tandis que les Nordistes s'effondrent pendant la phase retour de Ligue 1 (19 points pris sur cette période contre 31 lors de la phase aller du championnat, Lille est dix-huitième de matchs retour) et terminent à une décevante dixième place, à 8 points des premières places européennes.